# Despenalització de l'homosexualitat a Austràlia
La despenalització de l'homosexualitat a Austràlia va ser el procés d'eliminar les penes que castigaven les relacions homosexuals que es va dur a terme a la Mancomunitat d'Austràlia durant el segle xx. Cada estat i territori va portar-ho a la pràctica autònomament: el primer va ser Austràlia Meridional el 1975 i l'últim, Tasmània el 1997.

## Història

### Antecedents
Les primeres lleis a Austràlia es basaven en les lleis coetànies al Regne Unit, heretades a partir de la colonització del 1788. Pel que fa a les que regulaven l'homosexualitat, el lesbianisme mai va ser il·legal al Regne Unit ni en les colònies britàniques, d'entre les quals hi havia Austràlia. Això no obstant, sí que es sancionava l'homosexualitat masculina a través de les lleis contra la sodomia, que es van aplicar a Austràlia del 1788 al 1994. La condemna per «sodomia» (anglès: buggery) era d'execució fins que el 1899 es va reduir a cadena perpètua.

### Austràlia Meridional
El primer estat australià a despenalitzar l'homosexualitat va ser Austràlia Meridional el 1975. Prèviament, a mitjan dècada del 1960, el primer ministre d'Austràlia Meridional Don Dunstan havia estat el primer polític del país a proposar-ho, però no havia tirat endavant el projecte per la percepció de falta de suport públic. Tanmateix, el 10 de maig del 1972 es va produir l'assassinat de George Duncan, un professor de dret a la Universitat d'Adelaide d'orientació gai, en què la policia va ser acusada d'haver comès el crim; això va capgirar l'actitud de la població, que va començar a afavorir la legalització de l'homosexualitat. Aquell mateix any, amb el suport del govern laborista de Dunstan, el diputat Murray Hill va presentar un projecte de llei al Consell Legislatiu en què es pretenia despenalitzar les relacions sexuals consentides entre hòmens adults en privat. Va ser una reforma limitada perquè no es van derogar els delictes referents a l'homosexualitat, sinó que es va oferir una excepció a la norma. En realitat, la llei no tenia com a objectiu aconseguir un tractament igualitari per als homosexuals en l'àmbit jurídic i, de fet, Hill va arribar a sostenir que l'homosexualitat no hauria de rebre aprovació social. El 1975, encara sota el mandat de Dunstan, Austràlia Meridional va anar més enllà amb la Llei d'esmena del dret penal sobre delictes sexuals (anglès: Criminal Law (Sexual Offences) Amendment Act), amb la qual es va convertir en el primer estat o territori d'Austràlia a oferir igualtat davant la llei als homosexuals, a derogar els delictes referents a l'homosexualitat, a despenalitzar l'homosexualitat masculina i a igualar l'edat de consentiment sexual a la de les persones heterosexuals, fixada en 17 anys.

### Territori de la Capital Australiana
El maig del 1975, l'ara desaparegut Consell Assessor del Territori de la Capital Australiana (anglès: Australian Capital Territory Advisory Council) va aprovar una ordenança que va despenalitzar alguns aspectes de l'activitat sexual entre hòmens i va establir els 18 anys com a edat de consentiment per a les relacions homosexuals, enfront dels 16 anys requerits per a les heterosexuals. Això va provocar que el Govern federal implementés l'Ordenança de reforma de la llei de comportament sexual del 1976 (anglès: Law Reform (Sexual Behaviour) Ordinance 1976). Fins al desembre del 1985 no es va igualar l'edat de consentiment sexual, en aquest cas gràcies a la promulgació de l'Ordenança d'esmena de delictes del 1985 (anglès: Crimes (Amendment) Act (No 5) 1985).

### Victòria
A l'estat de Victòria, va existir la sodomia com a delicte des del 1958 fins al desembre del 1980, castigada amb pena de mort fins al 1949; finalment, va ser el govern liberal de Rupert Hamer el que va derogar les lleis estatals sobre sodomia el 1980. La llei va ser aprovada amb 72 vots a favor i 7 en contra, i va entrar en vigor oficialment el març del 1981. L'edat de consentiment per a relacions homosexuals es va fixar en 18 anys. Així i tot, arran d'una clàusula vaga de «sol·licitud amb finalitats immorals» inserida pels liberals dissidents, la policia no va deixar d'assetjar hòmens homosexuals fins al final de la dècada del 1980.

### Territori del Nord
El Territori del Nord va aconseguir l'autonomia el 1978 i la seva assemblea unicameral, encapçalada pel govern conservador del Partit Liberal Rural (anglès: Country Liberal Party), va aprovar l'octubre del 1983 el Codi Penal del territori. Així doncs, s'hi van legalitzar les relacions sexuals consentides entre hòmens adults en privat, malgrat que es va imposar com a edat de consentiment per als actes homosexuals els 18 anys, a diferència dels 16 anys requerits per als heterosexuals. A més, en la legislació esmentada es prohibia el sexe anal homosexual i actes semblants «en públic», és a dir, en presència d'almenys un observador. L'equiparació de l'edat de consentiment homosexual als 16 anys va arribar amb la Llei de reforma legal de gènere, sexualitat i relacions del 2003 (anglès: Law Reform (Gender, Sexuality and De Facto Relationships) Act 2003), que va entrar en vigor el març del 2004.

### Austràlia Occidental
El desembre del 1989, el Parlament d'Austràlia Occidental va aprovar la Llei de reforma legal de despenalització de la sodomia del 1989 (anglès: Law Reform (Decriminalisation of Sodomy) Act 1989), que va llevar les penes associades a les relacions sexuals privades entre persones del mateix sexe i va entrar en vigor el març de 1990. Igualment, era una de les lleis més restrictives per als homosexuals de tot Austràlia, perquè va fixar l'edat de consentiment per als actes homosexuals entre hòmens en els 21 anys, mentre que la va disminuir als 16 anys per als heterosexuals. La llei també va tipificar nous delictes referents a l'homosexualitat en el marc de l'estat, com ara el fet de «promoure o encoratjar el comportament homosexual com a part de l'ensenyament en qualsevol institució d'educació primària o secundària» i també el de fer polítiques públiques respecte a la promoció indefinida del comportament homosexual. A l'estat d'Austràlia Occidental no es van igualar les edats de consentiment fins al 2002 mitjançant la Llei d'esmena de reforma de la llei de gais i lesbianes del 2002 (anglès: Acts Amendment (Lesbian and Gay Law Reform) Act 2002), que també va derogar les altres lleis tot just esmentades.

### Nova Gal·les del Sud
A Nova Gal·les del Sud, el 1982 es va fer efectiva una llei contra la discriminació per orientació sexual en àmbits com l'educació, l'habitatge i la feina. Amb tot, la despenalització de l'homosexualitat com a tal no va tenir lloc fins al 1984, quan el govern de Neville Wran va presentar la Llei d'esmena de delictes del 1984. El projecte de llei va ser secundat per l'absència de vot de consciència per part del Partit Laborista, després (el 22 de maig) va ser aprovat amb el suport d'alguns membres de l'oposició, inclòs el líder Nick Greiner, i finalment va tenir efecte a partir del 8 de juny del 1984. De tota manera, en la llei es marcava l'edat de consentiment per als homosexuals en 18 anys, enfront dels 16 anys per als heterosexuals, fins que 19 anys després, el maig del 2003, el Govern de Nova Gal·les del Sud va igualar l'edat de consentiment als 16 anys en virtut d'una esmena a la Llei de delictes del 1900. Nova Gal·les del Sud va ser la penúltima jurisdicció australiana a reformar la llei desigual quant a l'edat de consentiment.

### Queensland
A Queensland, després de la victòria en les eleccions legislatives del 1989, el govern de Wayne Goss va acceptar avaluar una proposta de revisió dels efectes legals de l'homosexualitat. La proposta pretenia que s'eliminessin del Codi Penal els delictes referents a l'homosexualitat i que l'edat de consentiment per a actes consentits practicats en privat fos 16 anys tant per a actes homosexuals com heterosexuals. El govern de Goss va implementar a grans trets els dits canvis en el Codi Penal i en una llei d'esmena del 1990, que va ser aprovada pel Parlament el 28 de novembre del 1990 i va rebre l'aprovació reial el 7 de desembre del 1990. El Partit Nacional d'Austràlia s'hi va oposar fermament, però a la llarga no van aconseguir impedir que s'aprovés i es posés en efecte. La derogació dels delictes contra l'homosexualitat va entrar en vigor el 19 de gener del 1991.

### Tasmània
A Tasmània, atès que el Parlament va negar-se repetidament a aprovar lleis que despenalitzessin les relacions sexuals privades entre persones del mateix sexe, el resident local Nicholas Toonen va presentar una denúncia de vulneració dels drets humans al Comitè de Drets Humans de les Nacions Unides (CDHNU), que va dictaminar a favor seu el 31 de març del 1994. El Comitè va assenyalar que «la penalització de les pràctiques homosexuals no pot considerar-se un mitjà raonable o una mesura proporcionada per a aconseguir l'objectiu de prevenir la propagació del VIH/SIDA» i va afegir que «el Govern australià observa que les lleis que penalitzen l'activitat homosexual tendeixen a impedir l'accés als programes de salut pública dedicats al tema en ocultar moltes de les persones en risc d'infecció». Diversos activistes homosexuals, com també Amnistia Internacional, van organitzar una campanya a favor de la reforma que va comportar manifestacions a l'estat de Tasmània i en altres llocs, reunions entre persones LGBTI de Tasmània i grups comunitaris de tot l'Estat, i el fet que alguns hòmens homosexuals informessin la policia sobre les seves relacions consensuades —llavors il·legals— per a il·lustrar que les lleis eren inaplicables, ja que la policia no els detindria perquè no era un afer d'interès públic.
Encara que la decisió del CDHNU del 31 de març del 1994 efectivament va demanar al govern federal de Paul Keating que revoqués les lleis contra l'homosexualitat de Tasmània, Keating i el seu fiscal general Michael Lavarch van procedir amb lentitud en considerar-ho un tema de baixa prioritat. En resposta, la ciutadania australiana va llançar una petició formal que va rebre 12.000 signatures i una campanya de boicot anomenada «Buy Right» (lit. ‘Compreu bé’), adreçada al turisme i els productes agrícoles de Tasmània fins que es deroguessin les lleis en qüestió.
Quatre mesos després de la decisió del CDHNU, sense haver reeixit a persuadir el govern de Tasmània de derogar les lleis contra les relacions homosexuals, el Parlament d'Austràlia va aprovar la Llei d'esmena de drets humans sobre conducta sexual del 1994 (anglès: Human Rights (Sexual Conduct) Act (Cwth)), que en l'article 4 va legalitzar l'activitat sexual consentida entre adults en tota Austràlia i va prohibir qualsevol llei que interferís arbitràriament en la conducta sexual d'adults en l'àmbit privat. Lavarch va afirmar que la llei de Tasmània era «una disposició penal desagradable que no existeix enlloc més a Austràlia i és incompatible amb les obligacions de drets humans d'Austràlia».
Els membres de la dreta catòlica del Partit Laborista Australià inicialment es van oposar a incorporar la llei federal, però finalment van acceptar de donar-hi suport; en canvi, el tema va dividir la coalició d'oposició, molts membres de la qual van exercir un vot de consciència i hi van votar en contra, i fins i tot van reemplaçar com a líder el relativament progressista Alexander Downer pel més conservador John Howard. L'aprovació de la llei federal no va implicar invalidar directament la llei de Tasmània, atès que el govern de Keating va preferir evitar un desafiament per part dels estats conservadors sobre els drets i les competències dels estats i, així doncs, va confiar que el Tribunal Suprem revocaria indirectament la llei tasmaniana. Aquest enfocament va rebre crítiques d'alguns activistes i acadèmics, que van estimar que havia deslliurat de responsabilitat política als legisladors per un tema incòmode i l'havia lliurat en lloc seu als tribunals.
El 14 de novembre del 1995, Nick Toonen i el seu soci Rodney Croome van sol·licitar al Tribunal Suprem d'Austràlia que dictaminés que les lleis contra els homosexuals de Tasmània estaven constitucionalment anul·lades per la Llei d'esmena de drets humans sobre conducta sexual del 1994 i, per tant, eren invàlides. El cas va ser tractat per Alan Goldberg, que va brindar els seus serveis pro bo a Croome i Toonen després que se'ls negués assistència legal malgrat complir amb els criteris per al finançament, en tractar-se d'un cas d'interès públic.
El 1996, el govern liberal de Tony Rundle a Tasmània va canviar de posicionament sobre la reforma de la llei gai, passant d'una oposició frontal a la llei a permetre el vot de consciència en veure fracassar els intents d'anul·lar el cas del Tribunal Suprem i enmig d'un creixent suport local a la reforma. Els Verds de Tasmània, sota el comandament de Christine Milne, van començar a pressionar insistentment per aconseguir la reforma legal. Com a conseqüència, el 1r de maig del 1997, el Consell Legislatiu de Tasmània va aprovar amb només un vot de marge una llei que derogava formalment les lleis contra l'homosexualitat de l'estat australià. L'edat de consentiment a Tasmània és de 17 anys i és igual per a totes les formes d'activitat sexual.